# Tuyến đường di sản công nghiệp châu Âu
Tuyến đường di sản công nghiệp châu Âu (gọi tắt là ERIH) là một mạng lưới tuyến đường chủ đề quan trọng nhất, là các địa điểm di sản công nghiệp ở châu Âu. Mục đích của dự án này là tạo ra lợi ích cho di sản công nghiệp hóa chung của châu Âu. ERIH cũng muốn thúc đẩy khu vực, thị trấn, thị xã và các địa điểm lịch sử công nghiệp trở thành các địa điểm hấp dẫn du khách khám phá và tìm tòi về lịch sử ngành công nghiệp ở châu Âu.
Các tuyến đường di sản công nghiệp cho thấy sự đa dạng của cảnh quan công nghiệp trên khắp châu Âu và nguồn gốc lịch sử công nghiệp. Các tuyến đường bao gồm di sản công nghiệp trong các lĩnh vực: Khai khoáng, sắt thép, dệt may, sản xuất hàng hóa, năng lượng, giao thông vận tải và truyền thông, hơi nước, nhà ở và kiến trúc, dịch vụ giải trí công nghiệp, cảnh quan công nghiệp.
Dưới đây là danh sách các điểm dừng chính trên tuyến đường di sản văn hóa công nghiệp châu Âu. Đó là những di sản văn hóa công nghiệp quan trọng nhất và hấp dẫn du khách nhất. Tuyến đường này thông qua 13 quốc gia (tính đến năm 2014) bao gồm: Vương quốc Anh, Hà Lan, Bỉ, Luxembourg, Pháp, Đức, Tây Ban Nha, Ý, Cộng hòa Séc, Ba Lan, Đan Mạch, Thụy Điển và Na Uy.
Dưới đây là danh sách các điểm dừng của Tuyến đường di sản công nghiệp châu Âu năm 2015:
| Vị trí                | Nơi                                                      | Chủ đề                                                     |
| --------------------- | -------------------------------------------------------- | ---------------------------------------------------------- |
| Copenhagen            | Trung tâm Carlsberg                                      | Sản xuất, chế tạo                                          |
| Kongens Lyngby        | Nhà máy Brede                                            | Dệt may, sản xuất chế tạo, nhà ở và kiến trúc              |
| Carbonia              | Bảo tàng mỏ Serbariu                                     | Khai mỏ, phong cảnh                                        |
| Prato                 | Bảo tàng dệt, thư viện Lazzarini và nhà máy Campolmi     | Dệt may                                                    |
| Amlwch                | Mynydd Parys và Porth Amlwch                             | Khai khoáng, giao thông vận tải                            |
| Birmingham            | Khu phố Trang sức                                        | Sản xuất và buôn bán đồ trang sức                          |
| Blaenavon             | Bảo tàng mỏ quốc gia Big Pit                             | Khai khoáng, phong cảnh                                    |
| Chatham               | Bến tàu lịch sử Chatham                                  | Chế tạo sản xuất, giao thông vận tải                       |
| Cromford              | Thung lũng Derwent                                       | Dệt may                                                    |
| Dundee                | Nhà máy dệt may Verdant                                  | Dệt may                                                    |
| Duxford               | Bảo tàng Chiến tranh Đế quốc Duxford                     | Giao thông vận tải, công nghiệp và chiến tranh             |
| Elsecar               | Trung tâm Di sản Elsecar                                 | Khai mỏ                                                    |
| Lanark                | New Lanark                                               | Dệt may                                                    |
| Llanberis             | Bảo tàng Quốc gia Đá bảng                                | Sản xuất chế tạo, nhà ở và kiến trúc, phong cảnh           |
| London                | Bảo tàng Nước và Hơi nước London                         | Ứng dụng điện và nước                                      |
| Market Harborough     | Bảo tàng Kênh đào Foxton                                 | Giao thông vận tải                                         |
| Newtongrange          | Bảo tàng Khai mỏ Quốc gia Scotland                       | Khai mỏ                                                    |
| Northwich             | Xưởng muối Lion                                          | Khai mỏ, muối                                              |
| Penzance              | Mỏ thiếc Geevor                                          | Khai mỏ, phong cảnh                                        |
| Redruth               | Công viên Heartlands                                     | Khai mỏ                                                    |
| Rhondda               | Công viên Di sản Rhondda                                 | Khai mỏ, phong cảnh                                        |
| Sheffield             | Bảo tàng Đảo Kelham                                      | Sắt thép, Chế tạo sản xuất, ứng dụng điện                  |
| St Austell            | Bảo tàng mỏ Wheal Martyn                                 | Chế tạo sản xuất, khai mỏ, phong cảnh                      |
| Swansea               | Bảo tàng Giao thông đường thủy Quốc gia Swansea          | Khai mỏ, sắt thép, chế tạo sản xuất, giao thông vận tải    |
| Telford               | Triển lãm Bảo tàng Hẻm núi Ironbridge                    | Sắt thép, chế tạo sản xuất, giao thông vận tải             |
| Wakefield             | Bảo tàng Mỏ than Quốc gia Anh                            | Khai mỏ                                                    |
| Waltham Abbey         | Xưởng thuốc súng Hoàng gia Waltham Abbey                 | Chế tạo sản xuất, giao thông vận tải, phong cảnh           |
| Crynant               | Bảo tàng mỏ Cefn Coed Colliery                           | Khai khoáng                                                |
| Cornellà de Llobregat | Bảo tàng Agbar Aigues                                    | Nước                                                       |
| Terrassa              | Bảo tàng Công nghiệp và Khoa học Catalonia (MNACTEC)     | Dệt may, giao thông vận tải, truyền thông và ứng dụng điện |
| Amsterdam             | Nhà máy bia Heineken                                     | Chế tạo sản xuất                                           |
| Enschede              | Bảo tàng dệt may và cuộc sống xã hội Jannink             | Dệt may                                                    |
| Haarlemmermeer        | Trạm bơm hơi nước De Cruquius                            | Nước, nhà ở và kiến trúc                                   |
| Hoorn                 | Tuyến đường sắt Hoorn Medemblik                          | Giao thông vận tải                                         |
| Kerkrade              | Bảo tàng Công nghiệp Continium                           | Khai mỏ, chế tạo sản xuất                                  |
| Medemblik             | Bảo tàng hơi nước Medemblik                              | Chế tạo sản xuất, ứng dụng điện                            |
| Zaandam               | Bảo tàng Zaanse Schans                                   | Ứng dụng điện, nước                                        |
| Zevenaar              | Nhà máy gạch Panoven                                     | Chế tạo sản xuất                                           |
| Calais                | Bảo tàng ren Calais                                      | Dệt may                                                    |
| Grossouvre            | Bảo tàng Espace Métal                                    | Sắt thép                                                   |
| Petite-Rosselle       | Mỏ và bảo tàng Carreau Wendel                            | Khai mỏ                                                    |
| Augsburg              | Bảo tàng công nghiệp dệt may Augsburg                    | Dệt may                                                    |
| Bocholt               | Bảo tàng dệt may Bocholt                                 | Dệt may                                                    |
| Chemnitz              | Bảo tàng công nghiệp Chemnitz                            | Dệt may, chế tạo sản xuất, giao thông vận tải              |
| Delmenhorst           | Nordwolle                                                | Dệt may, nhà ở và kiến trúc                                |
| Dortmund              | Bảo tàng mỏ than Zollern II/IV                           | Khai mỏ, nhà ở và kiến trúc                                |
| Duisburg              | Công viên cảnh quan Duisburg-Nord                        | Sắt thép, phong cảnh                                       |
| Essen                 | Mỏ và nhà máy luyện than cốc Zollverein                  | Khai mỏ, nhà ở và kiến trúc                                |
| Euskirchen            | Nhà máy bảo tàng vải Mueller                             | Dệt may                                                    |
| Furtwangen            | Bảo tàng Đồng hồ Đức và đại lộ Đồng hồ Đức               | Chế tạo sản xuất                                           |
| Goslar                | Các mỏ ở Rammelsberg                                     | Khai mỏ                                                    |
| Gräfenhainichen       | Ferropolis - Thị trấn của sắt                            | Khai mỏ, sắt thép                                          |
| Hamburg               | Bảo tàng Nghề nghiệp Hamburg                             | Chế tạo sản xuất, giao thông vận tải                       |
| Hoyerswerda           | Bảo tàng năng lượng Knappenrode                          | năngmor, ứng dụng điện, phong cảnh                         |
| Lage                  | Bảo tàng Công nghiệp gạch ở Lage                         | Chế tạo sản xuất                                           |
| Lichterfeld           | Cầu băng tải quá tải F60                                 | Khai mỏ, sắt thép, phong cảnh                              |
| Oberhausen            | Khí kế Oberhausen                                        | Sắt thép, ứng dụng điện                                    |
| Papenburg             | Nhà máy đóng tàu Meyer                                   | Chế tạo sản xuất, giao thông vận tải                       |
| Peenemünde            | Bảo tàng Lịch sử Kỹ thuật Peenemünde                     | Chế tạo sản xuất, ứng dụng điện, phong cảnh                |
| Solingen              | Bảo tàng công nghiệp Hendrichs Drop Forge                | Sản xuất                                                   |
| Völklingen            | Xưởng đúc đồ sắt Völklingen                              | Sắt thép, năng lượng, phong cảnh                           |
| Zehdenick             | Công viên nhà máy gạch Mildenburg                        | Chế tạo sản xuất, giao thông vận tải                       |
| Zwickau               | Bảo tàng August Horch                                    | Chế tạo sản xuất, giao thông vận tải                       |
| Grimeton              | Trạm phát vô tuyến tần số cực thấp Grimeton              | Sản xuất                                                   |
| Falun                 | Mỏ đồng Falun                                            | Khai mỏ, phong cảnh                                        |
| Narvik                | Bảo tàng Nord, Narvik                                    | Giao thông vận tải                                         |
| Oslo                  | Bảo tàng Khoa học và Công nghệ Na Uy                     | Dệt may                                                    |
| Rjukan                | Bảo tàng Công nhân Công nghiệp Na Uy                     | Ứng dụng điện                                              |
| Spillum               | Bảo tàng Xưởng cưa Na Uy                                 | Chế tạo sản xuất                                           |
| Tyssedal              | Bảo tàng Công nghiệp và Thủy điện Na Uy Tyssedal         | Ứng dụng điện, phong cảnh                                  |
| Ostrava               | Vùng mỏ Michal                                           | Khai mỏ                                                    |
| Plzeň                 | Bảo tàng bia Pilsner Urquell                             | Chế tạo sản xuất                                           |
| Tarnowskie Góry       | Mỏ bạc lịch sử Tarnowskie Góry                           | Khai mỏ                                                    |
| Tychy                 | Bảo tàng bia Tyskie                                      | Chế tạo sản xuất                                           |
| Zabrze                | Bảo tàng Khai mỏ và Mỏ Guido                             | Khai mỏ                                                    |
| Łódź                  | Bảo tàng Nhà máy, Manufaktura                            | Dệt may                                                    |
| Żywiec                | Bảo tàng bia Żywiec                                      | Chế tạo sản xuất                                           |
| Blegny                | Khu mỏ Blegny                                            | Khai mỏ                                                    |
| Ghent                 | Bảo tàng khảo cổ học công nghiệp và dệt may Ghent (MIAT) | Dệt may                                                    |
| Marcinelle            | Khu mỏ Bois du Cazier                                    | Khai mỏ                                                    |

## Hình ảnh

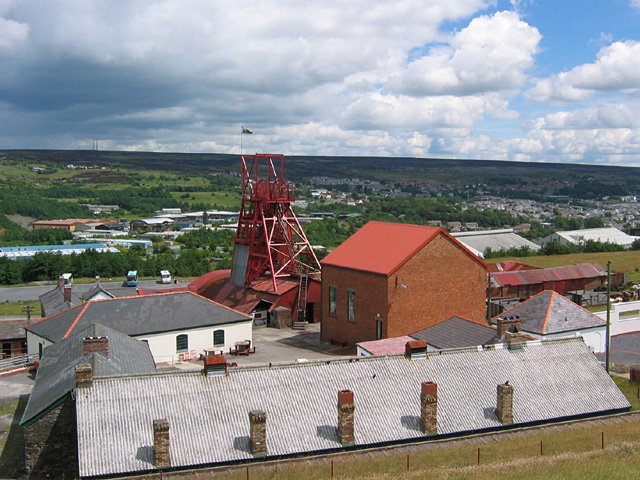
Bảo tàng than Big Pit
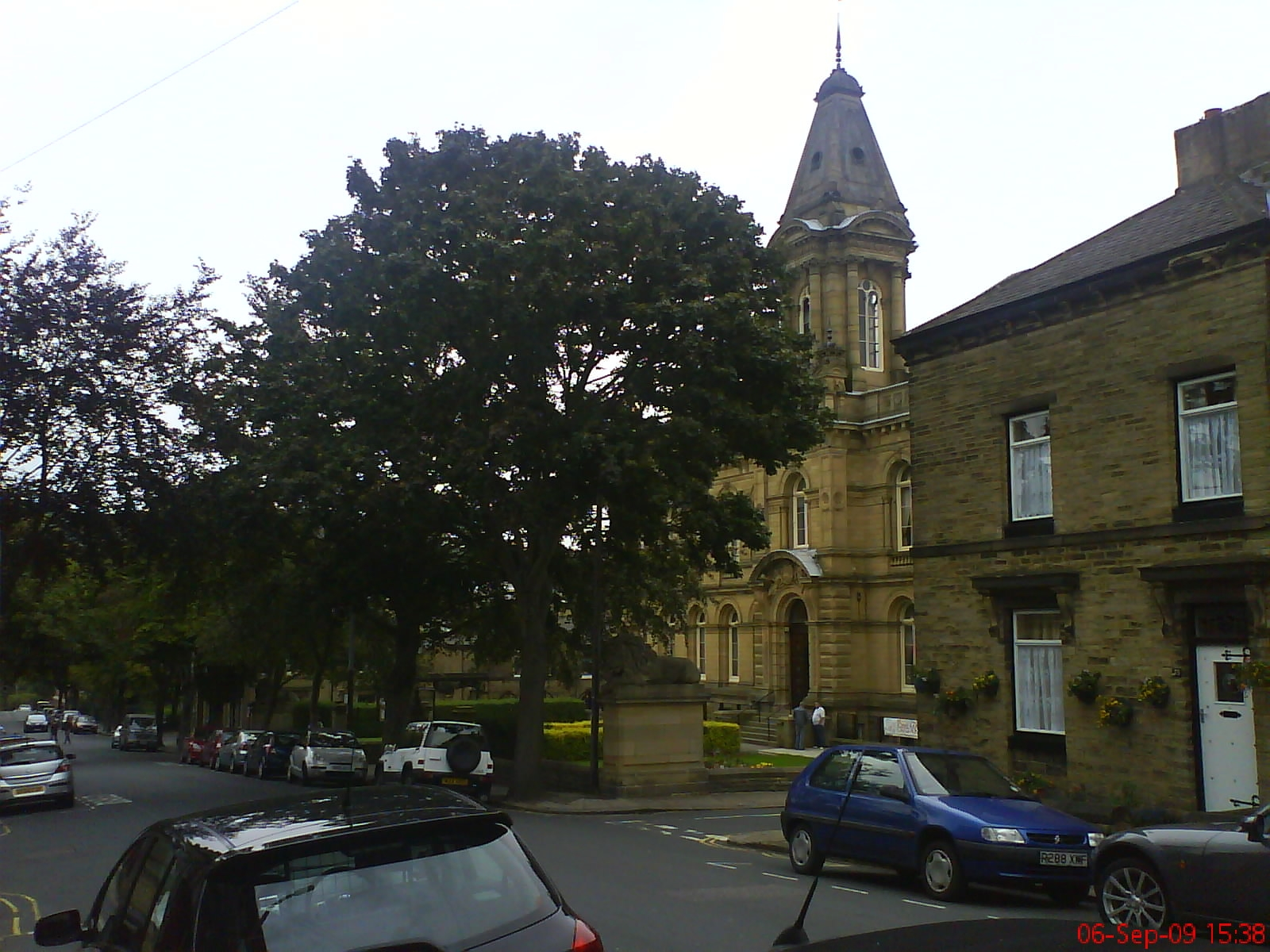
Saltaire
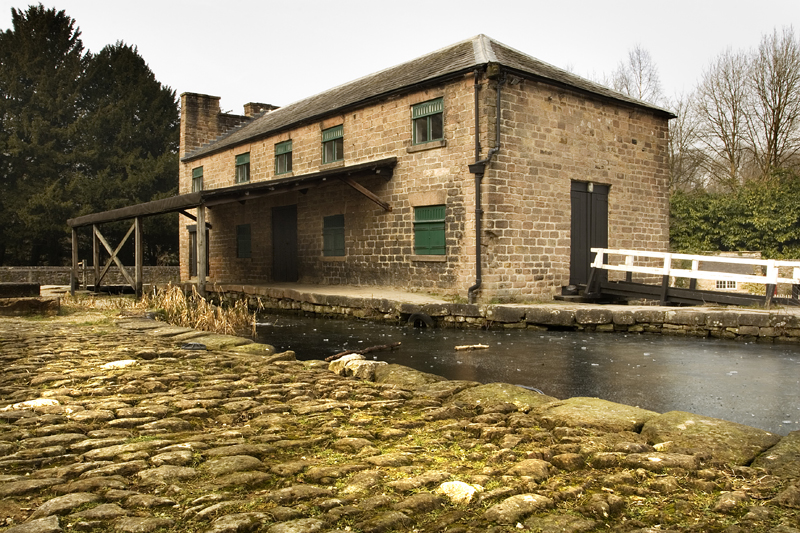
Cromford Wharf  tại thung lũng Derwent
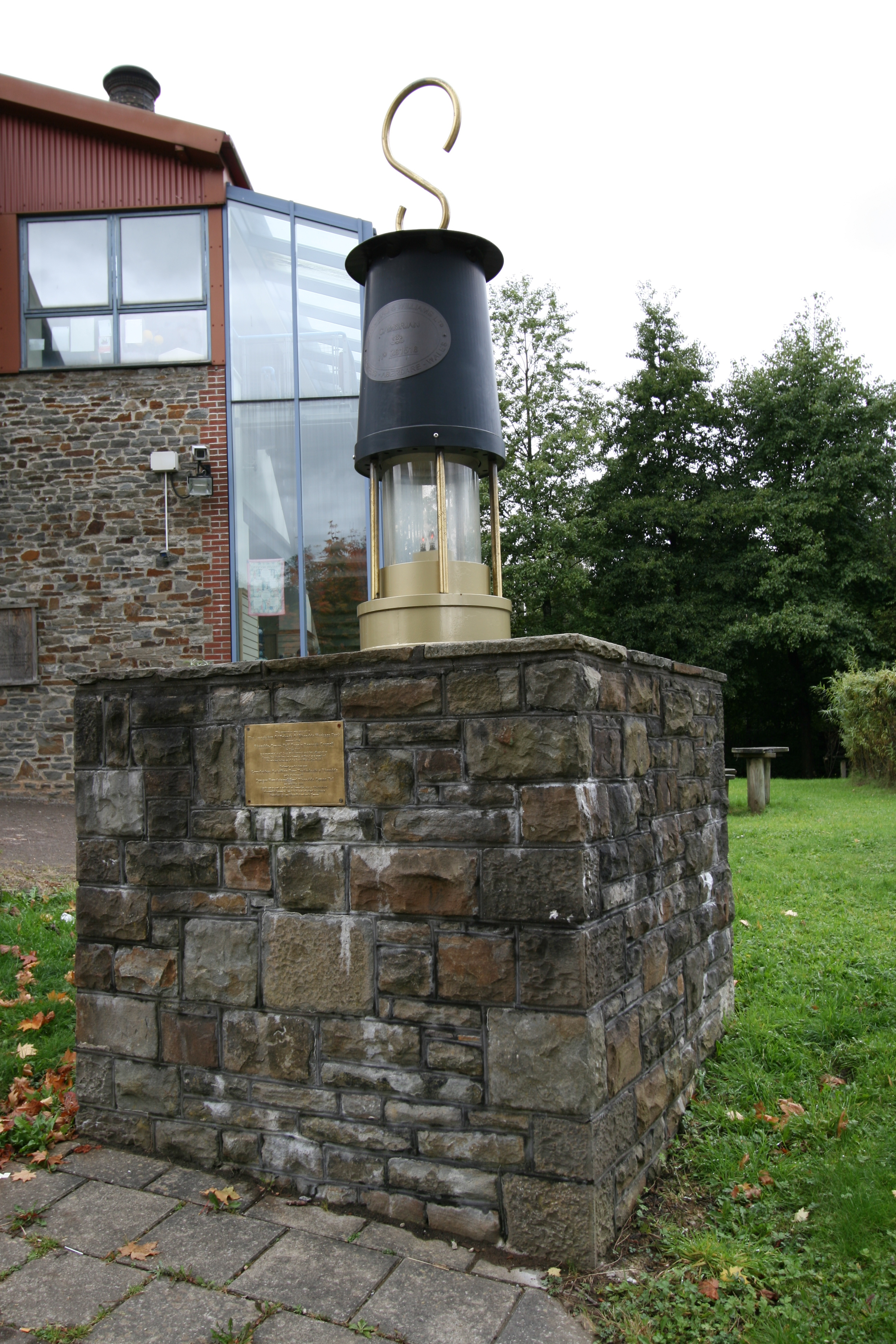
Công viên di sản Rhondda
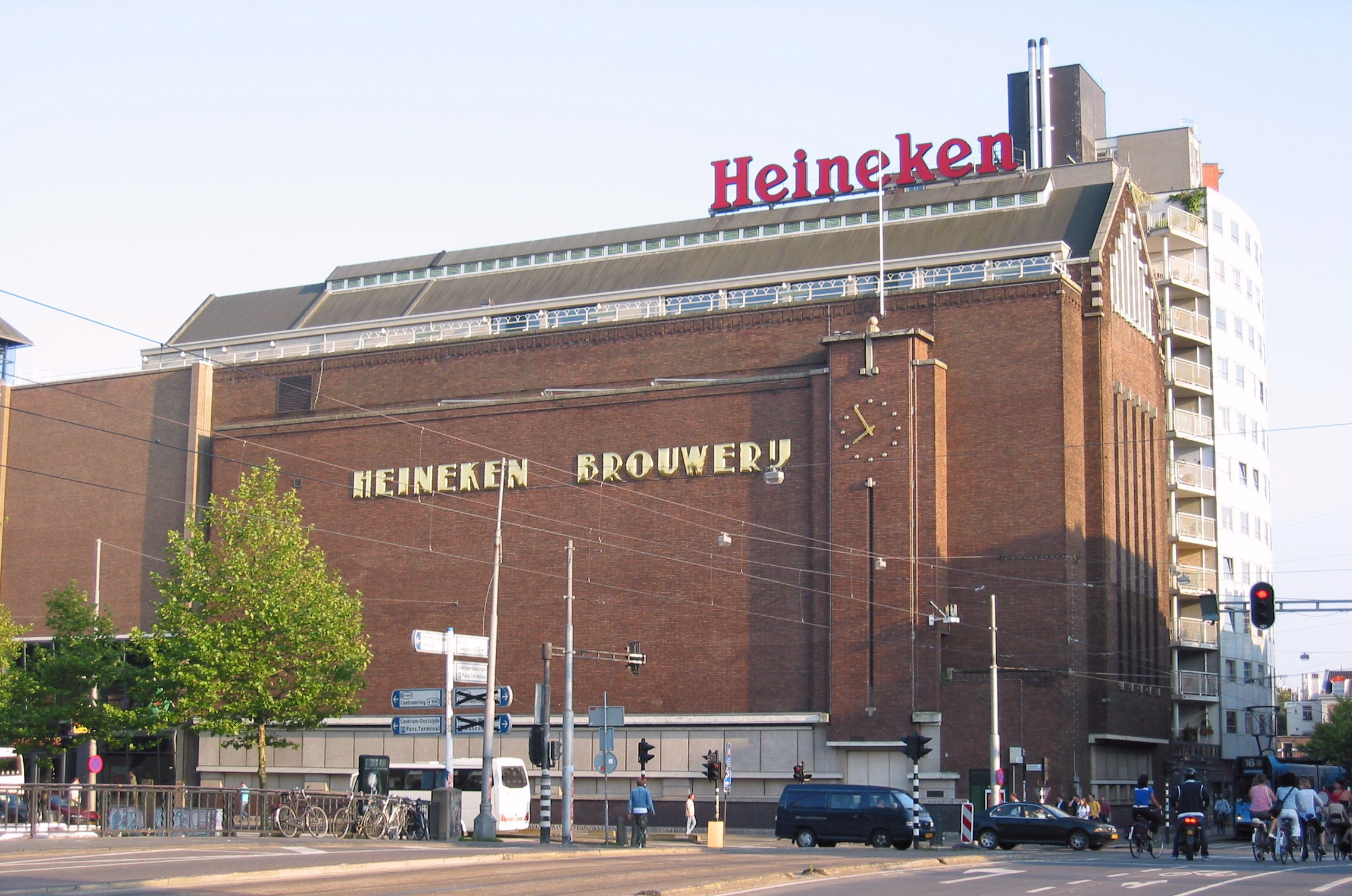
Nhà máy sản xuất bia Heineken
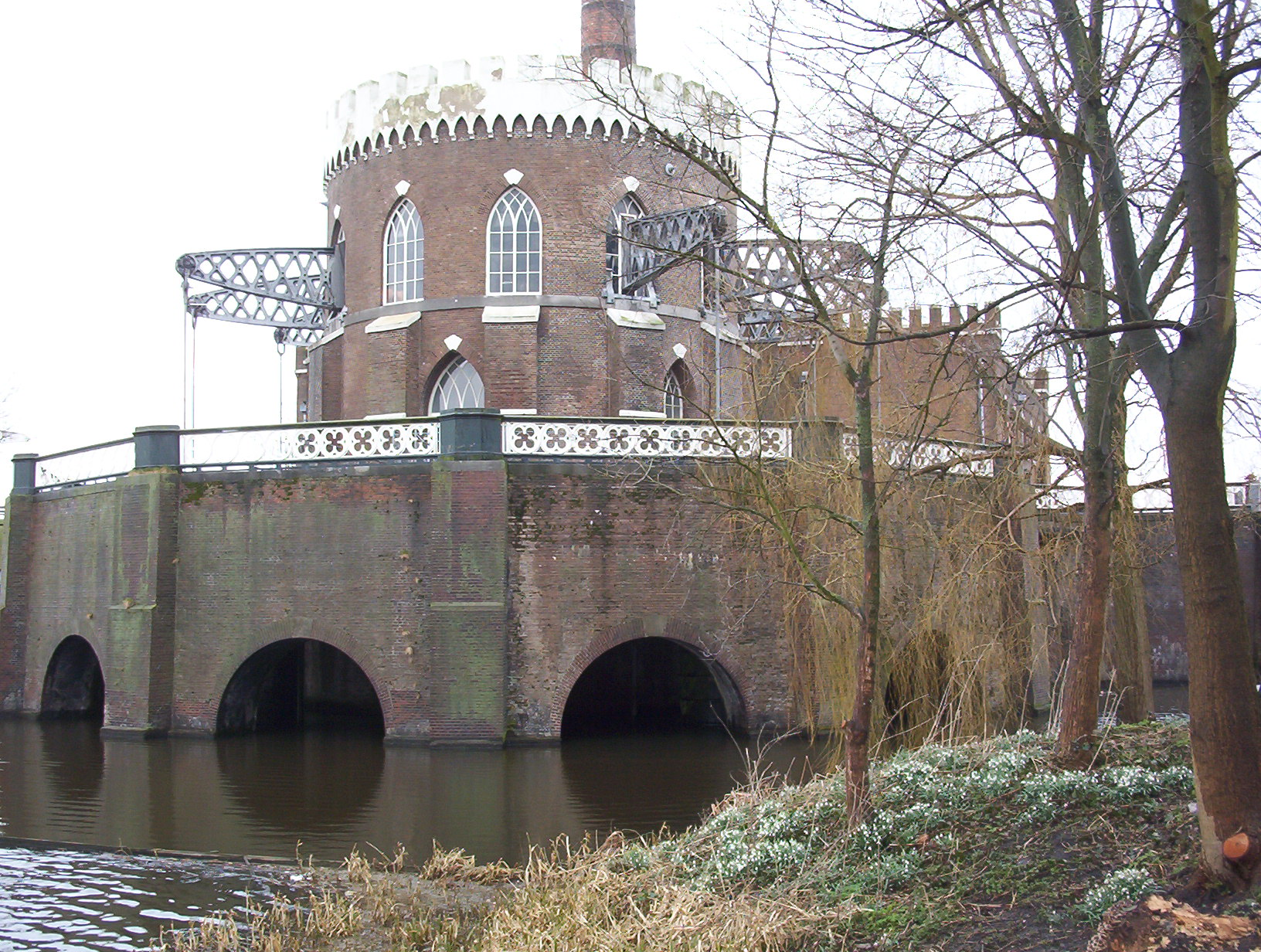
Trạm bơm hơi nước De Cruquius
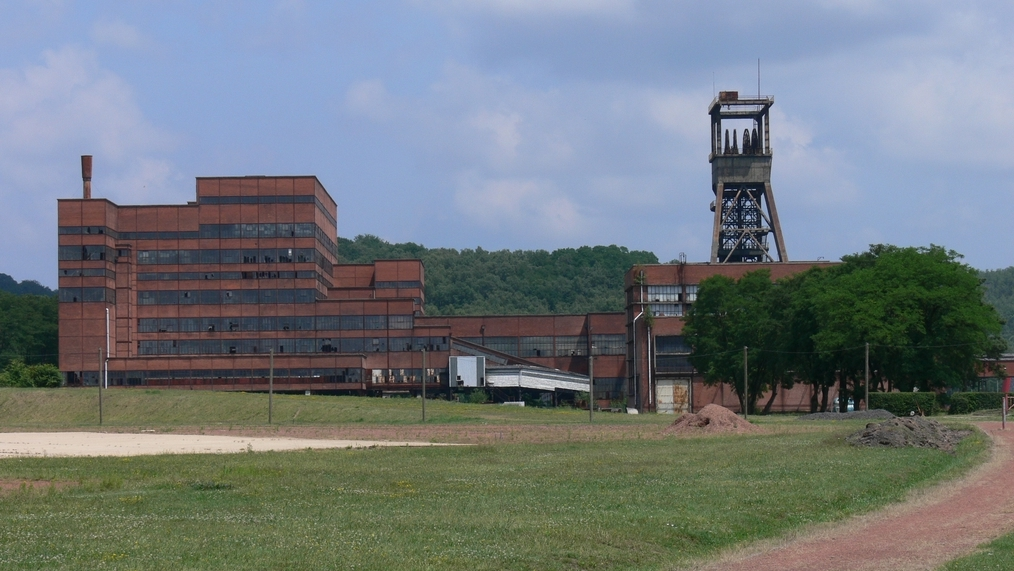
Mỏ và bảo tàng ở Carreau Wendel
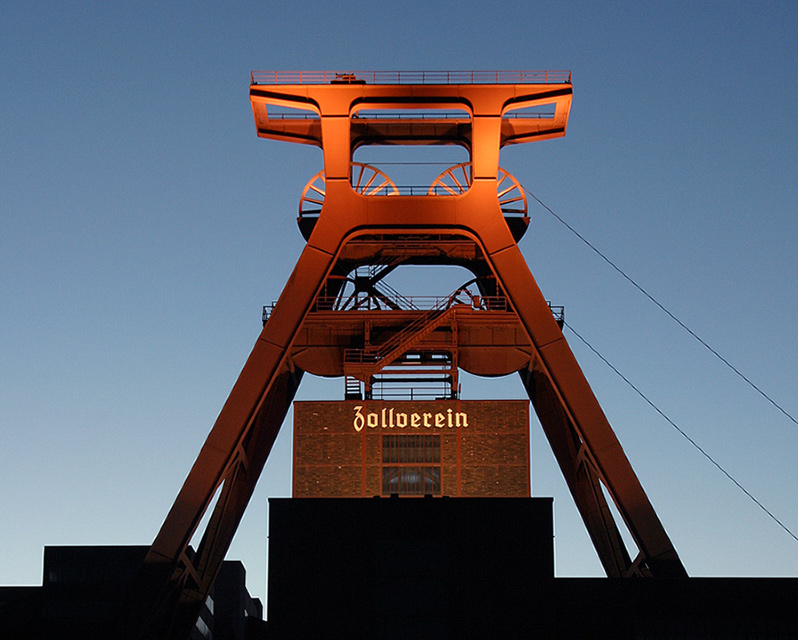
Mỏ và nhà máy luyện than cốc Zollverein
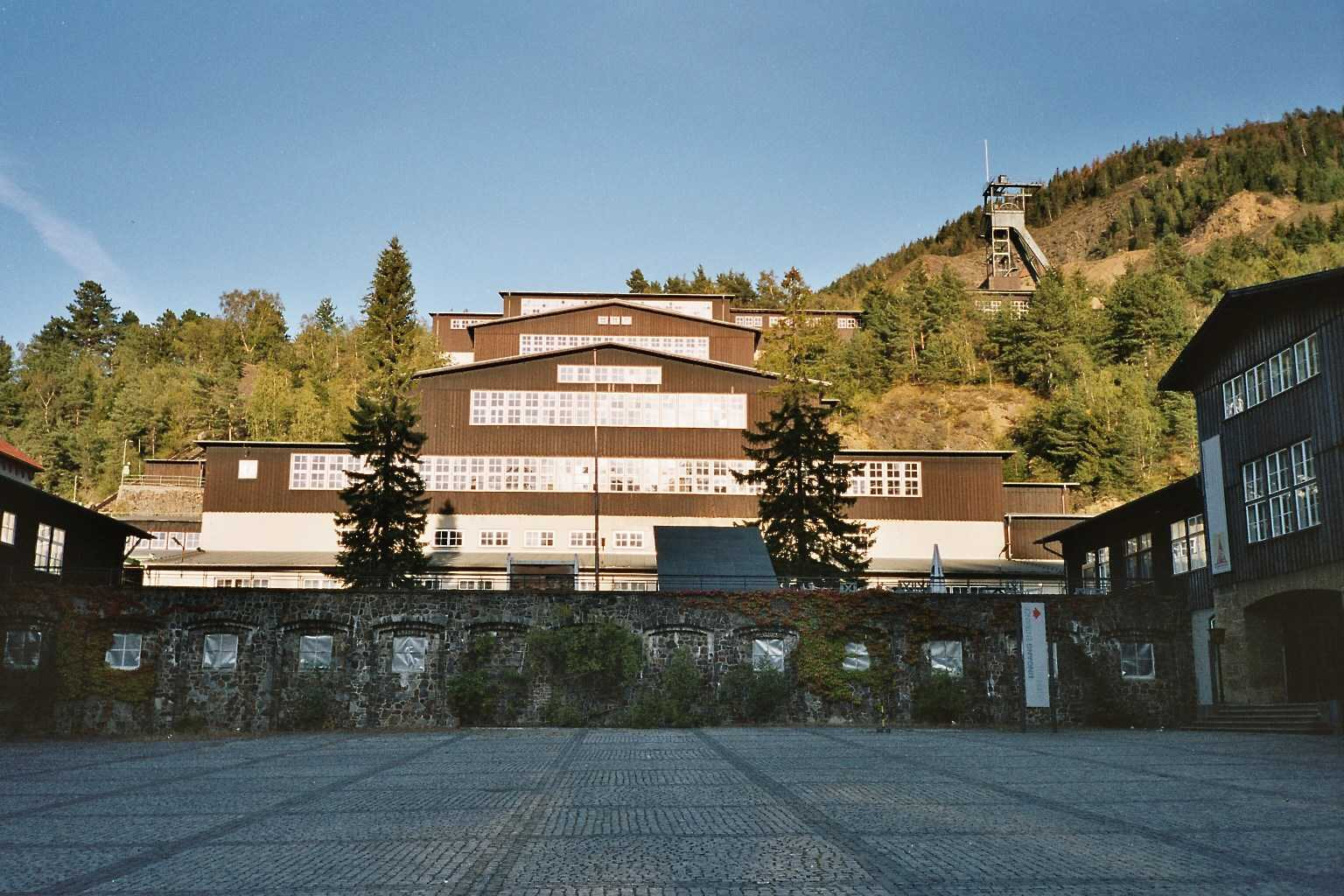
Các mỏ ở Rammelsberg
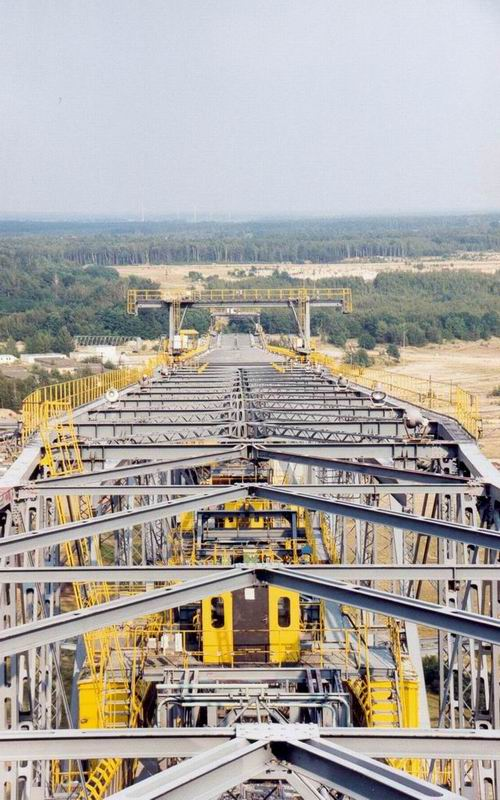
Cầu băng tải quá tải F60
Khí kế GasometerKhí kế Gasometer
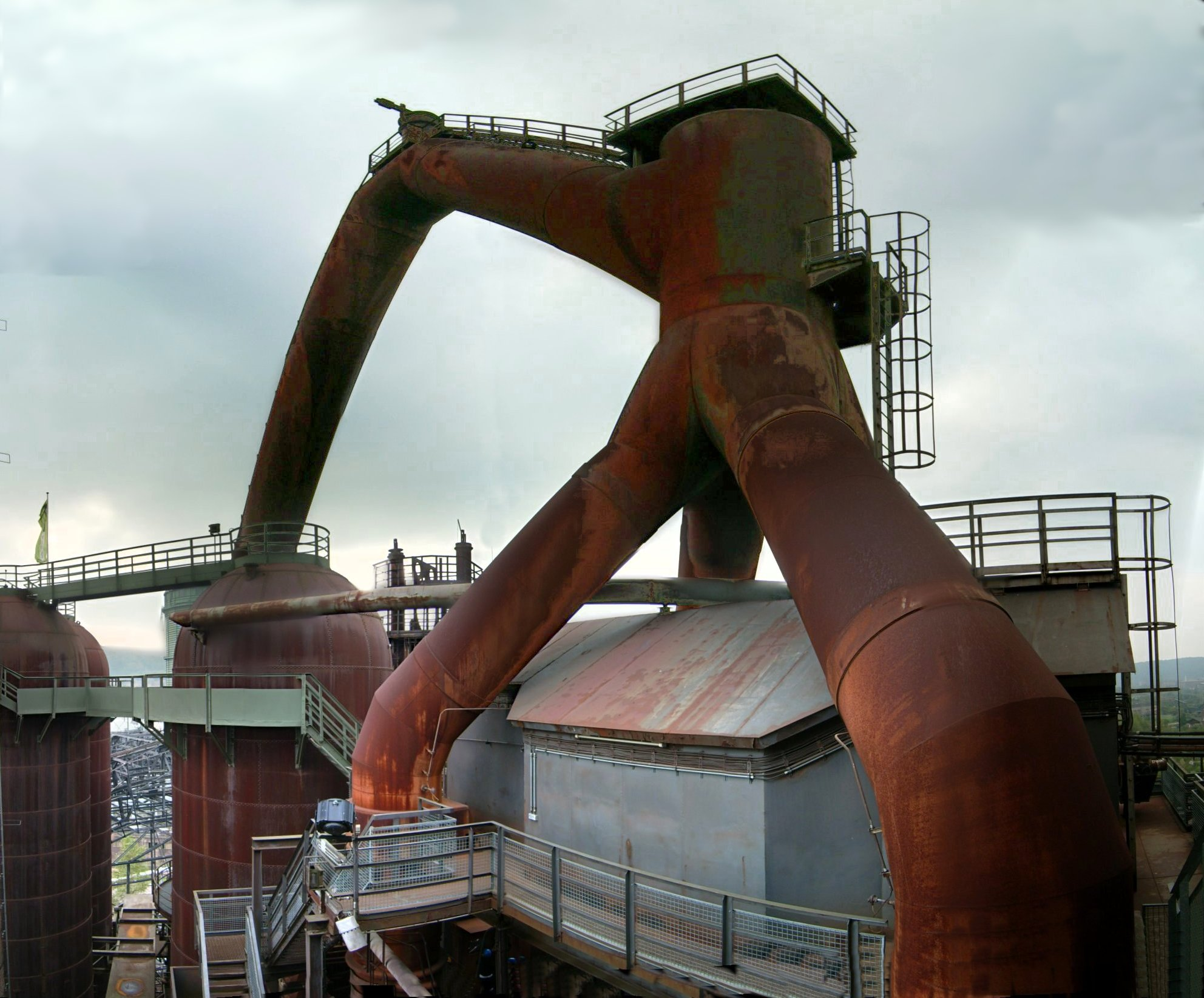
Xưởng đúc đồ sắt Völklingen
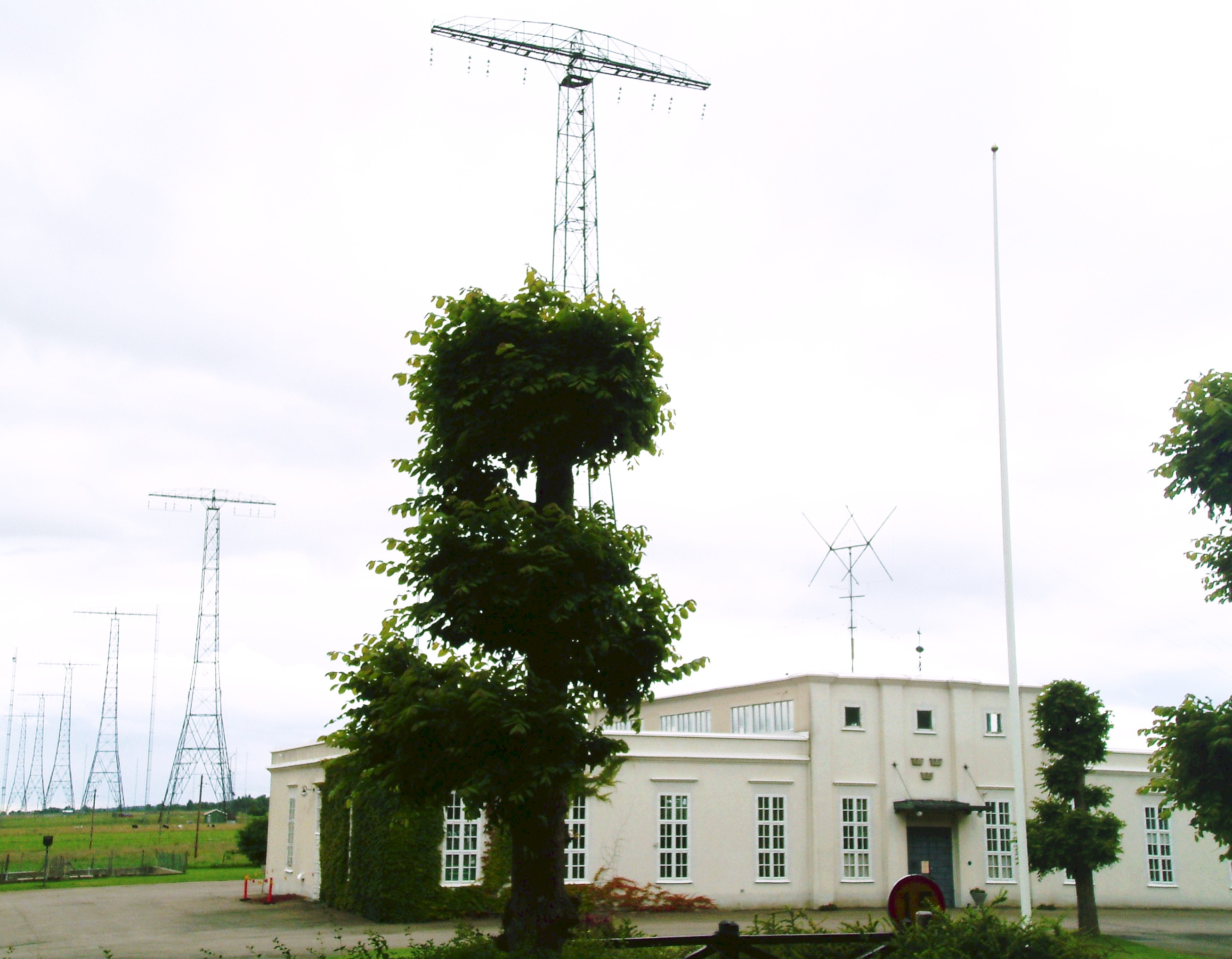
Trạm phát sóng Varberg ở Grimeton